# Skeleton-America’s-Cup 2004/05
Der Skeleton-America’s-Cup 2004/05 war eine von der Fédération Internationale de Bobsleigh et de Tobogganing (FIBT) veranstaltete Rennserie, die zum fünften Mal ausgetragen wurde und zum Unterbau des Weltcups gehört. Der Wettbewerb bestand wie im Vorjahr aus sechs Saisonrennen in den USA und Kanada.

## Männer

### Veranstaltungen
| Datum             | Ort         | Sieger         | Zweiter        | Dritter        |
| ----------------- | ----------- | -------------- | -------------- | -------------- |
| 25. November 2004 | Calgary     | Chris Hedquist | Kelly Forbes   | Keith Loach    |
| 26. November 2004 | Calgary     | Ben Sandford   | Kevin Ellis    | Kelly Forbes   |
| 10. Dezember 2004 | Park City   | Jim Shea       | Brady Canfield | Brian McDonald |
| 11. Dezember 2004 | Park City   | Jim Shea       | Brady Canfield | Kevin Ellis    |
| 29. Januar 2005   | Lake Placid | Chris Hedquist | Brady Canfield | Jim Shea       |
| 30. Januar 2005   | Lake Placid | Brady Canfield | Chris Hedquist | Stokes Aitken  |

### Einzelwertung
| Platz | Sportler        | Land               | Punkte |
| ----- | --------------- | ------------------ | ------ |
| 1     | Brady Canfield  | Vereinigte Staaten | 430    |
| 2     | Chris Hedquist  | Vereinigte Staaten | 355    |
| 3     | Jim Shea        | Vereinigte Staaten | 345    |
| 4     | Mike Cline      | Vereinigte Staaten | 316    |
| 5     | Keith Loach     | Kanada             | 308    |
| 6     | Brian McDonald  | Vereinigte Staaten | 280    |
| 7     | Maury Zuber     | Vereinigte Staaten | 280    |
| 8     | Jovan Vujinovic | Kanada             | 246    |
| 9     | Kevin Ellis     | Vereinigte Staaten | 240    |
| 10    | Michael Douglas | Kanada             | 136    |

### Nationenwertung
| Platz | Land                   | Punkte |
| ----- | ---------------------- | ------ |
| 1     | Vereinigte Staaten     | 466    |
| 2     | Kanada                 | 405    |
| 3     | Japan                  | 318    |
| 4     | Vereinigtes Königreich | 221    |
| 5     | Mexiko                 | 195    |
| 6     | Neuseeland             | 115    |
| 7     | Slowakei               | 97     |
| 8     | Libanon                | 78     |
| 9     | Brasilien              | 60     |
| 10    | Jamaika                | 58     |

## Frauen

### Veranstaltungen
| Datum             | Ort         | Siegerin                    | Zweite          | Dritte             |
| ----------------- | ----------- | --------------------------- | --------------- | ------------------ |
| 25. November 2004 | Calgary     | Carla Pavan                 | Courtney Yamada | Jessica Palmer     |
| 26. November 2004 | Calgary     | Carla Pavan Courtney Yamada | –               | Kathrine Koczynski |
| 10. Dezember 2004 | Park City   | Kathrine Koczynski          | Jessica Palmer  | Jody Barton        |
| 11. Dezember 2004 | Park City   | Kathrine Koczynski          | Jessica Palmer  | Jody Barton        |
| 29. Januar 2005   | Lake Placid | Tristan Gale                | Courtney Yamada | Felicia Canfield   |
| 30. Januar 2005   | Lake Placid | Felicia Canfield            | Courtney Yamada | Tristan Gale       |

### Einzelwertung
| Platz | Sportlerin           | Land               | Punkte |
| ----- | -------------------- | ------------------ | ------ |
| 1     | Courtney Yamada      | Vereinigte Staaten | 490    |
| 2     | Jody Barton          | Vereinigte Staaten | 362    |
| 3     | Jessica Palmer       | Vereinigte Staaten | 330    |
| 4     | Carla Pavan          | Kanada             | 325    |
| 5     | Keslie Ann Tomlinson | Vereinigte Staaten | 322    |
| 6     | Kathrine Koczynski   | Vereinigte Staaten | 280    |
| 7     | Amanda Bird          | Vereinigte Staaten | 256    |
| 8     | Natasha Ellison      | Kanada             | 225    |
| 9     | Emma Lincoln-Smith   | Australien         | 214    |
| 10    | Bree Schaaf Boyer    | Vereinigte Staaten | 200    |

### Nationenwertung
| Platz | Land                   | Punkte |
| ----- | ---------------------- | ------ |
| 1     | Vereinigte Staaten     | 351    |
| 2     | Kanada                 | 293    |
| 3     | Australien             | 247    |
| 4     | Japan                  | 157    |
| 5     | Vereinigtes Königreich | 141    |
| 6     | Polen                  | 73     |
| 7     | Neuseeland             | 42     |
| 8     | Türkei                 | 18     |
| 9     | Finnland               | 4      |
| 10    | Armenien               | 4      |